# Carex elata
Carex elata Mack. es una especie de planta herbácea de la familia de las  ciperáceas.

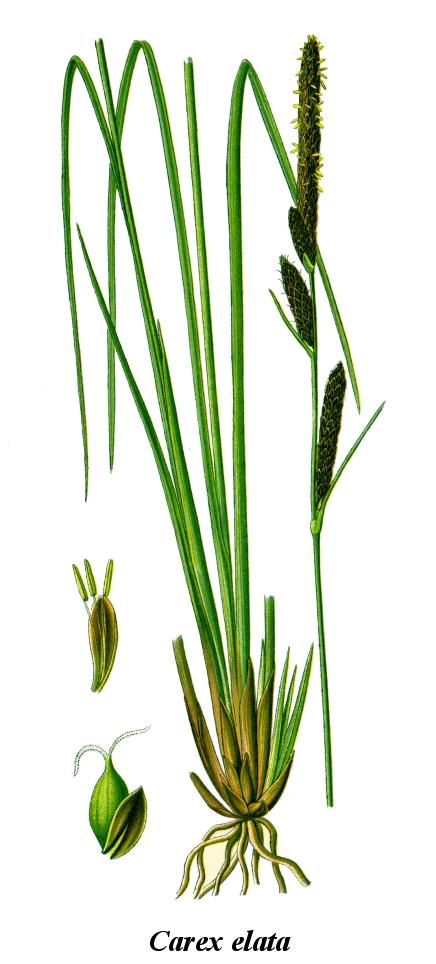
Ilustración

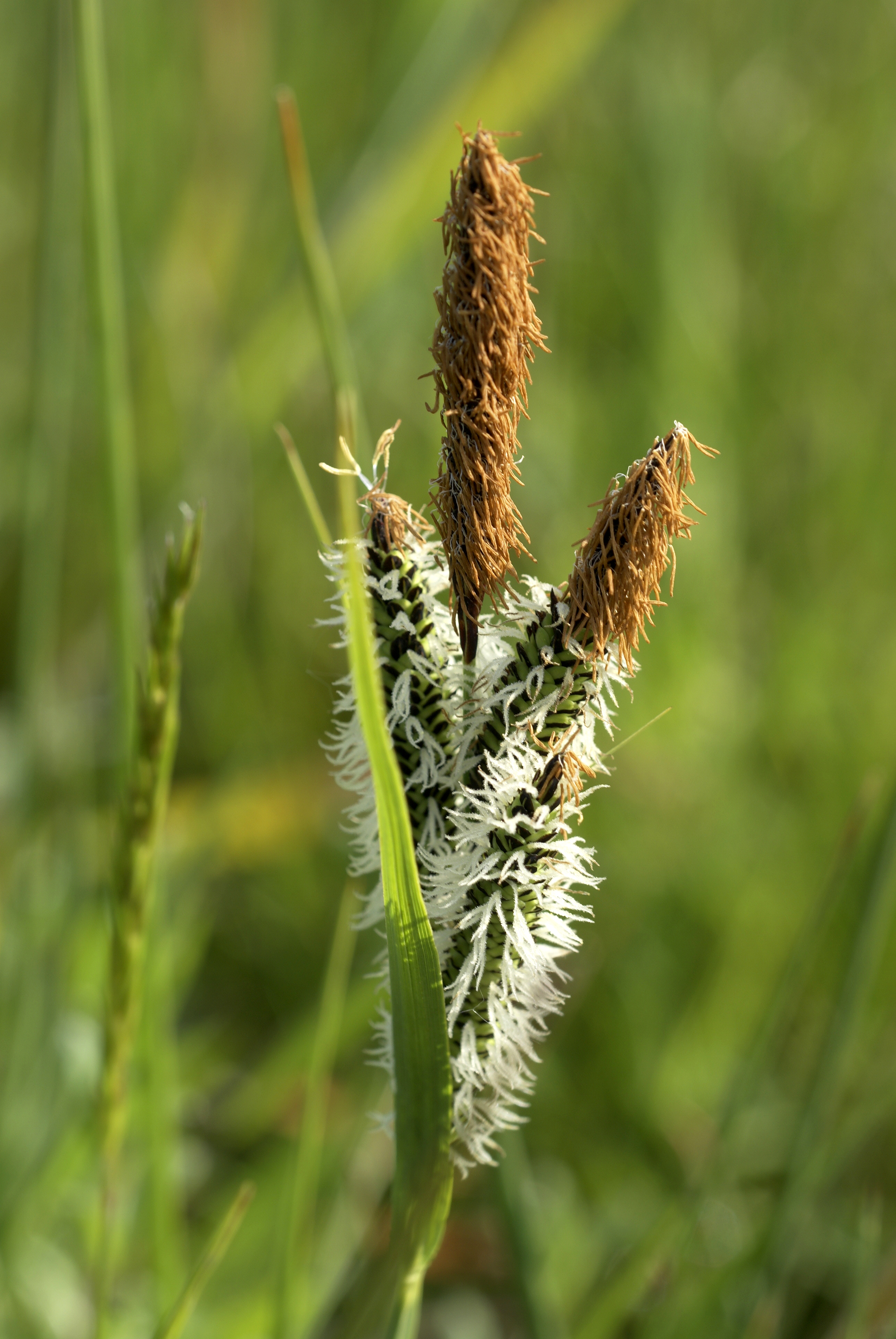
Inflorescencia

## Descripción
Es una planta densamente cespitosa, de cepa robusta que forma grandes macollas, aunque puede desarrollar rizomas con entrenudos de varios centímetros. Tallos de 30-170 cm, escábridos a lisos en la zona superior, agudamente trígonos. Hojas de 3-6(10) mm de anchura, generalmente de menor longitud que los tallos, planas, ásperas en los bordes y el nervio medio por el envés, con frecuencia también hacia el ápice por el haz, de blandas a medianamente rígidas, un poco glaucas; lígula hasta 5 mm, de ápice subagudo a redondeado; sin antelígula; vainas basales escuamiformes, de color pardo amarillento a pardo rojizo obscuro, raramente purpúreas, enteras. Bráctea inferior foliácea, de longitud de mucho menor a algo mayor que la inflorescencia, no o apenas envainante. Espigas masculinas 1-4, de (10)20-80 mm, ± cilíndricas; espigas andróginas 0-5(6) y/o espigas femeninas 0-3(4), de 13- 80(115) mm, cilíndricas, densas, distribuidas a lo largo de la parte superior del tallo, generalmente cercanas las unas de las otras, erectas o colgantes. Glumas masculinas estrechamente oblongas, de ápice redondeado a subagudo, pardo-rojizas a negras, con la quilla verde, sin margen escarioso; glumas femeninas de longitud igual o algo menor que los utrículos, ovales, oblongo-lanceoladas u oval-lanceoladas, de ápice agudo, de pardas a negruzcas con quilla central verde. Utrículos 1,8-4,5 × 1-2,5 mm, suberectos o erecto-patentes, de contorno ± elíptico, comprimidos, ligeramente biconvexos o planoconvexos, lisos o papilosos, con los nervios perceptibles, bruscamente estrechados en un corto pico hasta de 0,2 mm, truncado o raramente emarginado, papiloso. Aquenios 1,5-2 × 1,1-1,5 mm, de contorno anchamente obovado a suborbicular, lenticulares, pardos.

## Distribución y hábitat
Se encuentra en los bordes y lechos de ríos, gargantas y lagunas; a una altitud de 10-1900 metros. Se distribuye por gran parte de Europa, Cáucaso, O. de Irán y en Marruecos. Está distribuida por la mayor parte de la península ibérica.

## Taxonomía
Carex elata fue descrita por  Carlo Allioni y publicado en Flora Pedemontana 2: 272. 1785.
Etimología
Ver: Carex
elata; epíteto latino  que significa "alta".
Sinonimia
- Carex cespitosa var. elata (All.) Fiori
- Carex compressa Gaudin
- Carex gracilis Wimm.
- Carex homalocarpa Peterm.
- Carex hudsonii A.Benn.
- Carex macra Steud.
- Carex melanochloros Thuill.
- Carex mixta J.F.Gmel.
- Carex reticulosa Peterm.
- Carex stricta Gooden.
- Carex subrotunda M.Serres

subsp. omskiana (Meinsh.) Jalas
- Carex moscowensis C.B.Clarke ex B.Fedtsch.
- Carex omskiana Meinsh.[4][5]